# 卡米尼亞

卡米尼亞（西班牙語：Camiña），是智利的城鎮，位於該國北部塔拉帕卡大區的艾爾塔馬魯加爾省，面積2,200.2平方公里，海拔高度2,406米，2012年人口1,156人，人口密度每平方公里0.53人。
19°18′46″S 69°25′34″W / 19.31278°S 69.42611°W